# Myocardscintigrafie
Myocardscintigrafie is een onderzoeksmethode naar de doorbloeding van de hartspier met behulp van een SPECT-scan. Dit onderzoek wordt gedaan op de afdeling nucleaire geneeskunde van een ziekenhuis.
Myocardscintigrafie bestaat uit de woorddelen myo (spier), card (hart) en scintigrafie, het laatste wijst op het meten en afbeelden van ioniserende straling.
Er wordt dus met radioactiviteit een afbeelding gemaakt van de hartspier.

## Angina pectoris
Myocardscintigrafie wordt vooral gedaan bij mensen die last hebben van angina pectoris; de medische term voor pijn op de borst. Pijn op de borst is vaak een aanwijzing voor het bestaan van een bloedtekort in het hart, veroorzaakt door een gedeeltelijk dichtgeslibde kransslagader. Bij een gedeeltelijke blokkade van de slagader wordt gesproken van ischemie: onvoldoende doorbloeding. Een volledige afsluiting leidt tot een hartinfarct. Hierbij krijgen de hartspiercellen helemaal geen bloed meer en sterven ze af.

## Scintigrafie
Scintigrafie is het basisprincipe bij onderzoeken op de afdeling nucleaire geneeskunde. Patiënten krijgen hiervoor een kleine dosis van een radioactieve stof toegediend, meestal via de bloedbaan. Deze stof wordt door het lichaam gezien als een voedingsstof en wordt opgenomen door het orgaan waarvoor het bestemd is.
Voor het hart kan bijvoorbeeld thallium-201 gebruikt worden. Deze stof is van zichzelf radioactief en toont veel overeenkomsten met het element kalium, dat noodzakelijk is voor het goed functioneren van het hart. Als thallium via een injectie in het bloed komt, wordt het door het hart behandeld alsof het kalium is en komt het in de hartcellen terecht.
De straling die uitgezonden wordt door het thallium-201 wordt daarna opgevangen door een gammacamera. Deze camera bevat onder andere een collimator; een soort loden filter en een Natrium-Jodide (NaI) kristal. Wanneer een uitgezonden stralingdeeltje dit kristal raakt wordt de straling omgezet in een korte lichtpuls. Dit fenomeen wordt scintillatie genoemd. De lichtpulsjes worden in de gammacamera versterkt en gebruikt om een afbeelding te maken. Op deze afbeelding is te zien waar veel thallium terecht is gekomen, waar weinig en waar helemaal geen thallium de hartcellen heeft bereikt.
Het in dit voorbeeld gebruikt thallium-201 wordt via de kransslagaders naar het hart getransporteerd. Als een van deze kransslagaders helemaal of gedeeltelijk geblokkeerd is komt er in dat gedeelte van het hart geen of minder bloed (ischemie). Dit betekent ook dat er minder of geen thallium in dat deel van het hart te zien zal zijn op de scintigrafie (=afbeelding van de scintillatie). Op basis van dit beeld kunnen artsen bekijken welke delen van het hart niet (goed) doorbloed worden.

## Onderzoek
Het onderzoek naar de doorbloeding van het hart vindt gewoonlijk plaats in twee gedeelten; een rustgedeelte en een inspannings- of stressgedeelte.
Bij het rustgedeelte wordt de radioactieve stof ingespoten op een moment waarop de patiënt zich niet bijzonder inspant, bijvoorbeeld zittend, en geen klachten heeft van pijn op de borst. Omdat er op dat moment geen zuurstoftekort in het hart of het lichaam is zal het bloed, en dus ook de radioactieve stof, zich verspreiden door elk deel van de bloedbaan. Alleen delen die volledig afgesloten zijn zullen nu geen doorbloeding hebben.
Van de doorbloeding in rust kan nu een SPECT-scan gemaakt worden. Hierbij wordt door de gammacamera niet één opname gemaakt maar een hele serie. Elke opname wordt vanuit een andere hoek genomen. Deze opnames worden samengevoegd tot een 3-dimensionaal beeld, waarvan weer doorsneden gemaakt worden. Met deze doorsneden wordt de uiteindelijke beoordeling gedaan.
Bij het inspanningsdeel van de myocardscintigrafie wordt juist geprobeerd om de radioactieve stof te injecteren op het moment dat het lichaam en het hart de meeste zuurstof nodig hebben. Dit wordt meestal gedaan door middel van een fietstest, waarbij de patiënt op een hometrainer met een steeds zwaarder wordende weerstand fietst tot een bepaalde (van de leeftijd afhankelijke) hartfrequentie bereikt wordt. Als iemand niet in staat is om te fietsen of de benodigde hartfrequentie niet kan halen, kan het hart ook belast worden met behulp van een medicijn. In deze inspannings-situatie zullen alleen die delen van het hart doorbloed worden die het best door het bloed te bereiken zijn. De delen van het hart waarvan de kransslagaders gedeeltelijk verstopt zitten zullen op dit moment veel minder of helemaal geen bloed meer krijgen, en dus ook niet bereikt worden door de radioactieve stof. Op de SPECT-scan die na deze injectie gemaakt wordt is dan ook goed te zien welke delen van het hart tijdens inspanning niet goed doorbloed worden.

## Beoordeling
Uiteindelijk worden de twee opnames van het hart naast elkaar gelegd en vergeleken. De delen van het hart die tijdens inspanning geen goede bloedvoorziening hebben maar op de rustscan wel normaal waren, worden als ischemisch beschouwd. Dit houdt in dat de doorbloeding wel problematisch is, maar dat dit nog omkeerbaar is. De doorbloeding kan opnieuw op gang gebracht worden door bijvoorbeeld het geven van medicijnen, het openen van de slagaders door een PTCA (dotter) of door via een operatie slagaders om te leggen zodat ze ook het ischemische deel van het hart bereiken (CABG of bypassoperatie).
Als een bepaald deel van het hart zowel op de rust- als op de inspanningsopname niet doorbloed is, wordt gesproken van een infarct. Deze hartspiercellen krijgen helemaal geen bloed meer en zijn daardoor afgestorven. De doorbloeding opnieuw op gang brengen heeft in dit geval geen zin. De behandeling zal nu gericht zijn op het versterken van het resterende deel van het hart en het voorkomen van nog een infarct.
Tijdens het onderzoek (na het toedienen van de radioactieve stof) moet de patiënt iets vetrijks eten, bijvoorbeeld een (vette) reep chocola, een boterham met pindakaas of vette (chocolade)melk. Dit wordt gedaan om de galblaas en de lever aan het werk te zetten. Hierdoor wordt voorkomen, dat deze tijdens de scintigrafie het zicht op het hart belemmeren.